# Gast (sjöfart)

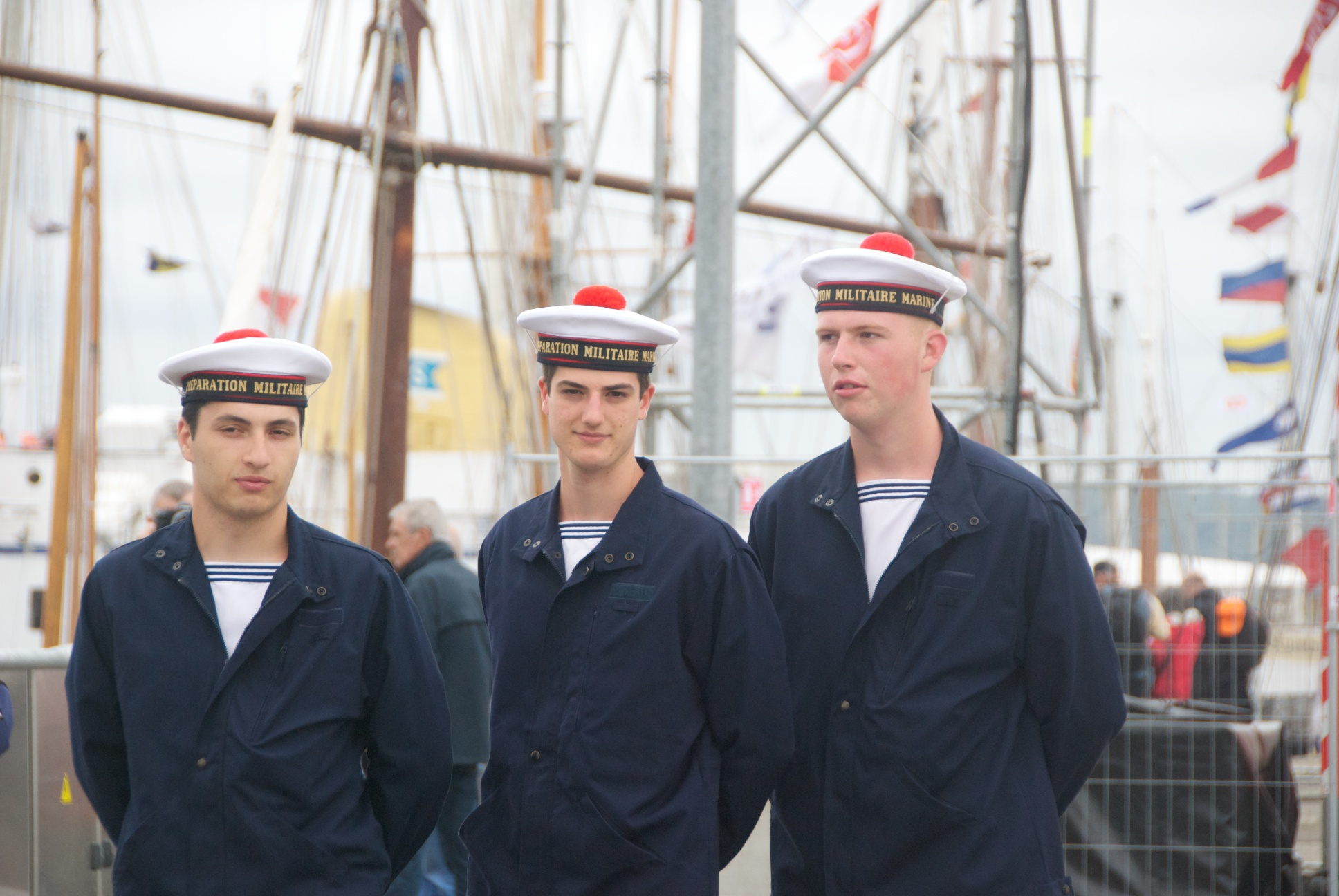
Sjögastar

Gast, även båtgast, sjögast med mera, är en besättningsman på ett fartyg eller på en båt (även allmännare om matros) som är avdelad till någon särskild förrättning ombord och utför framför allt manuellt enklare arbete och som biträder vid olika slag av göromål ombord. Ofta specificeras också personens arbetsuppgifter (skansgast, märsgast) eller position på fartyget (aktergast – avdelad till en station inom aktra delen av fartyget).
På segelbåtar används uttrycket om personer som på en resa (eller tävling) följer med för att hjälpa skepparen och rorsmannen med en viss typ av arbete ombord, främst hantering av seglen. 
Uttrycket förekommer även i den svenska översättningen av visan Femton gastar på död mans kista (engelska: Fifteen Men on the Dead Man's Chest) från romanen Skattkammarön.

## Märsgast
Märsgast tillhörde besättningen på seglande örlogsfartyg. Märsgastarna indelades i backs-, skans-, förmärs-, stormärs- och kryssmärsgastar samt ofta även i särskilt musköteri. Av dessa skötte backs- och skansgastarna företrädesvis underseglen med därtill hörande tackling, märsgastarna märs-, bram- och överbramseglen med tillhörande tackling samt musköteriet mesanen. I vardera vakten (styrbords och babords) delades de olika gastarna i två delar, och varje "del" leddes av en korpral. Sålunda hade "babords förste stormärskorpral" befäl över "första delarnas stormärsgastar" i babords vakt, "styrbords andre kryssmärskorpral" över "andra delarnas kryssmärsgastar" i styrbords vakt och så vidare. Märskorpralerna måste vara utvalda, flinka sjömän.
Under allmän manöver brukade en särskild underofficer, märsskeppare, leda arbetena i varje märs eller på varje topp.

## Äntergast

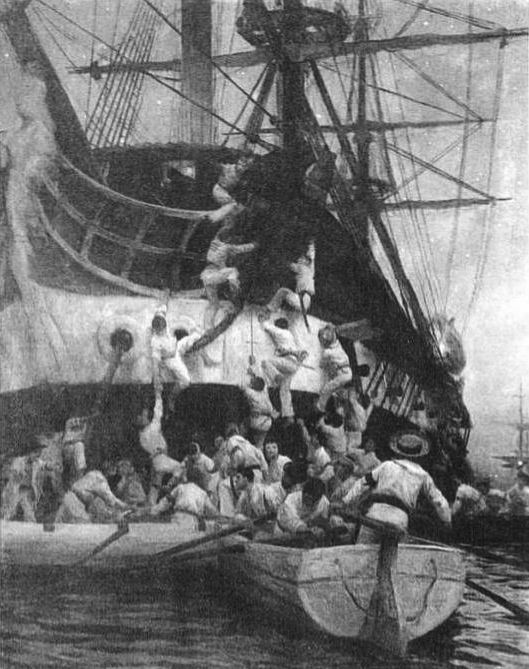
Äntergastar som äntrar ett skepp, målning 1820.

Äntergastar kallas matroser eller sjösoldater som tillhör äntringsmanskapet, det vill säga de som avses för äntring av fiendefartyg. Särskilda sjöregementen med dito kallas därtill även äntergastregemente.

## Sammansättningar
- aktergast – avdelad till en station inom aktra delen av fartyget[3]
- backgast (backsgast) – avdelad till en station på backen (skeppets övre fördäck); även samma som skansgast[4]
- babordsgast – baböling; avdelad babords vakt[5]
- båtgast (båtsgast) – ombord båt[6]
- däckgast (däcksgast) – avdelad till däcksfolket[7]
- fallrepsgast – avdelad att tjänstgöra vid fallrepstrappan och som å örlogsfartyg har att giva fallrepshonnör åt officerare som ankommer till eller lämnar fartyget[8]
- förgast – avdelad för tjänstgöring på fördäck[9]
- kuttergast – ombord kutter[10]
- märsgast – avdelad att tjänstgöra vid lossgöring, beslagning och skötsel i övrigt av ett märssegel och dito[11]
  - förmärsgast – avdelad att tjänstgöra vid lossgöring, beslagning och skötsel i övrigt av ett förmärssegel (vid förmärsrån på fockmasten)[12]
  - kryssmärsgast – avdelad att tjänstgöra vid lossgöring, beslagning och skötsel i övrigt av ett kryssmärssegel (vid stormärsrån på kryssmasten)[13]
  - stormärsgast – avdelad att tjänstgöra vid lossgöring, beslagning och skötsel i övrigt av ett stormärssegel (det näst understa, vid stormärsrån fastsatta råseglet på stormasten)[14]
- sjögast – sjöman, sjöbuss; tidigare även kapare eller sjörövare[15]
- skansgast – avdelad för tjänstgöring (eller inkvarterad) på skansen eller akterut; stundom även backsgast[16]
- styrbordsgast – avdelad styrbords vakt[5]
- toppgast –  avdelad att tjänstgöra på var sin masttopp för översyn av riggen[17]
- äntergast – avdelad till äntringsmanskapet[2]

### Fotnoter
1. 1 2  Märsgast i Nordisk familjebok (andra upplagan, 1913)
2. 1 2  Svenska Akademiens ordbok: äntergast
3. ↑  Svenska Akademiens ordbok: aktergast
4. ↑  Svenska Akademiens ordbok: backgast
5. 1 2  Svenska Akademiens ordbok: babordsgast
6. ↑  Svenska Akademiens ordbok: båtsgast
7. ↑  Svenska Akademiens ordbok: däcksgast
8. ↑  Svenska Akademiens ordbok: fallrepsgast
9. ↑  ”för adv.3”. Svenska Akademiens ordbok (SAOB). saob.se. 1927. https://www.saob.se/artikel/?unik=F_2251-0033.5WZ9&pz=3#U_F2251_64237. Läst 3 december 2024.
10. ↑  Svenska Akademiens ordbok: kuttergast
11. ↑  Svenska Akademiens ordbok: märsgast
12. ↑  ”för adv.2”. Svenska Akademiens ordbok (SAOB). saob.se. 1927. https://www.saob.se/artikel/?unik=F_2251-0033.5WZ9&pz=3#U_F2251_64815. Läst 3 december 2024.
13. ↑  Svenska Akademiens ordbok: kryssmärsgast
14. ↑  Svenska Akademiens ordbok: stormärsgast
15. ↑  ”sjö sbst.”. Svenska Akademiens ordbok (SAOB). saob.se. 1969. https://www.saob.se/artikel/?unik=S_02999-0049.0VB4&pz=3#U_S2999_212620. Läst 3 december 2024.
16. ↑  Svenska Akademiens ordbok: skansgast
17. ↑  Svenska Akademiens ordbok: toppgast